# Liste der Wegekreuze und Bildstöcke im Bonner Ortsteil Küdinghoven
Die folgende Liste enthält die Wege-, Grabkreuze und Bildstöcke, die auf dem Gebiet des Bonner Ortsteils Küdinghoven im Stadtbezirk Beuel nachgewiesen sind.
| Bild           | Bezeichnung     | Lage                                          | Beschreibung | Inschrift | Bauzeit   | Denkmalnummer |
| -------------- | --------------- | --------------------------------------------- | --- | --- | --------- | ------------- |
| weitere Bilder |                 | Kirchstraße / Dornenkreuzstraße Karte         | Das Wegekreuz wurde 1743 errichtet und befindet sich heute an der Ecke Kirchstraße und Bergstraße. Da es durch die Küdinghovener Bürger aufgestellt wurde, wird es auch als Küdinghovener Dorfkreuz bezeichnet. | 1743 KÜDINGHOVIEN SES POSUE RUNT. Übersetzung: 1743 errichteten die Küdinghovener (dieses Kreuz) | 1743      | A 1890        |
| weitere Bilder | Derne Kröcks    | Dornenkreuzstraße/Königswinterer Straße Karte | Das Wegekreuz, im Volksmund Dernenkreuz (Derne Kröcks) genannt, wurde 1754 errichtet und befindet sich heute an der Ecke Dornenkreuzstraße und Königswinterer Straße. Die Bezeichnung Dernekreuz findet sich erstmals im Lagerbuch der Gemeinde und Bürgermeisterei Vilich aus dem Jahre 1858. | (J)OHANNES WALLEN VND ANGNES BACH EHELVTH. CATHARINA BACHS M B 1754 (M B ist vielleicht die Abkürzung für „me posuerunt“ (mich baute)) | 1754      | A 1889        |
| weitere Bilder |                 | Gallusstraße/Samansstraße Karte               | Das Wegekreuz wurde 1860 errichtet und befindet sich heute an der Ecke Gallusstraße und Samanstraße. Georg Minten wurde 1799 in Ramerdorf geboren und verstarb am 4. Januar 1875 in Küdinghoven. Seine Frau Sibilla Schoop wurde 1802 in Küdinghoven geboren und verstarb am 29. Januar 1877 in Küdinghoven. Geheiratet haben sie am 8. Mai 1827 in Küdinghoven. | O ihr Alle die ihr hier vor-übergeht betrachtet ob ein Schmerz dem meinen gleicht. Dieses Kreuz wurde zu Eh-re des bitteren Leidens und Sterbens Jesu Christi von den Eheleuten Georg Minten und Sibilla Schoop errichtet im Jahre 1860                                                                                           | 1860      | A 1884        |
| weitere Bilder |                 | Gerichtsweg/Königswinterer Straße Karte       | Das Wegekreuz wurde 1880 errichtet und befindet sich heute an der Ecke Königswinterer Straße und Gerichtsweg an der Ortsteilgrenze nach Ramersdorf. Johann Büsgen, ein Bäcker, wurde 1843 in Ramersdorf geboren. Er heiratete 1869 die 1845 geborene Catharina Weinstock in Oberkassel. Das Wohnhaus der Eheleute befand sich in der Lindenstraße. | Wenn ich Dir folg o Jesu mein Auf Deinen Leidenswegen So wird Dein Tod mein Leben sein Mir bringen Heil und Segen – Errichtet von den Eheleuten Joh. Büsgen u. Cath. Weinstock in Ramersdorf am 24. Juni 1880 | 1880      | A 1913        |
| weitere Bilder | Missionskreuz   | Kirchstraße Karte                             | Das Wegekreuz, ein sogenanntes Missionskreuz, wurde wahrscheinlich im Jahre 1763 errichtet und befindet sich heute auf dem Friedhof in Küdinghoven an der Kirchstraße. Die Jahreszahl der Errichtung lässt sich aus dem in der Inschrift enthaltenen Chronogramm ableiten: Missio verna christo pendulo sacrabat = 1763. An dem Wegekreuz Ecke Königswinterer Straße und Finkenbergstraße In Limperich befindet sich das gleiche Chronogramm.                                                         | Unter der Kreuzinschrift (INRI = Jesus Nazarenus Rex Judaeorum; Jesus von Nazareth, König der Juden) befinden sich (im sogenannten Hut) die Worte: Mislo Verna. Im Querbalken befinden sich die Worte: Xristo pen DVLo sa Crabat (Übersetzung: Die Mission des Frühjahres (1763) war dem (am Kreuze) hängenden Christus geweiht.) | 1763      | A 1882        |
| weitere Bilder |                 | Gallusstraße 77 Karte                         | Das Wegekreuz, das in weitesten Sinne ein Marterl ist, wurde 1849 errichtet. Es befand sich bis zum Jahre 1967 neben dem Haus Gallusstraße 75, wo es einem Neubau weichen musste. | Dieses Kreuz wurde zu Ehren dem bitteren Leiden u. Sterben Jesu Christi von Math. Horbach errichtet zur Erin-nerung wie sein Bruder Joseph im Alter von 28 Jahren in Ramersdorf den 29. Juni 1849 verunglückt ist. | 1849      |               |
| weitere Bilder | Grabkreuzgarten | Gallusstraße Karte                            | Bei dem Grabkreuzgarten an der St. Gallus-Kirche in Küdinghoven handelt es sich um den ehemaligen Kirchhof der Kirche. Hier befinden sich 26 Grabkreuze, die zwischen 1620 und 1787 aufgestellt wurden. | | 1620–1787 |               |
| weitere Bilder |                 | Kirchstraße Karte                             | Bei dem Grabkreuz handelt es sich wohl um eine Spolie aus der Zeit um 1600. Das Kreuz wurde in die nördliche Stützmauer des Kirchplatzes, am Weg zum Schulhof und Friedhof (Nordeingang), eingemauert. | | um 1600   |               |
| weitere Bilder | Gerichtskreuz   | Gallusstraße 11 Karte                         | Das Kreuz wurde 1950 durch den Ramersdorfer Metallbildhauer Karl Schollmayer für den Schwurgerichtssaal des Bonner Landgerichts geschaffen, wo es fast vier Jahrzehnte hing. Bonner Rechtsanwälte und Justizangehörige hatten es seinerzeit in Dankbarkeit für ihre Rückkehr aus sowjetischer Kriegsgefangenschaft gestiftet. Nach der Renovierung des Saales wurde es nicht wieder aufgehängt. Durch Bemühungen des Pfarrvereins St. Gallus kam es als Dauerleihgabe in die Obhut der Pfarrgemeinde. | | 1950      |               |